# Jaroslav N. Ondra
Jaroslav Němec Ondra (* 18. März 1925 in Studená u Telče; † 8. April 2000 in Prag) war ein tschechischer evangelischer Theologe, Pfarrer der Evangelischen Kirche der Böhmischen Brüder und Hochschullehrer.

## Leben und Wirken
Geboren wurde Ondra wenige Jahre nach der Gründung der Tschechoslowakischen Republik. Nach dem Erlangen der Hochschulreife studierte er Evangelische Theologie und wurde 1949 zum Pfarrer der Evangelischen Kirche der Böhmischen Brüder ordiniert. Dieses Amt versah er elf Jahre lang und bekam währenddessen Kontakt zu Theologen wie Josef Hromádka. Er gehörte 1958 mit Hromádka zu den Mitbegründern der Christlichen Friedenskonferenz und war von 1959 bis 1969 deren zweiter Generalsekretär. Slávek – wie ihn seine Freunde nannten – schilderte in seinem Bericht als Generalsekretär an die II. Allchristliche Friedensversammlung 1964 die Beweggründe, warum er und andere Christen sich damals entschieden, in der Christlichen Friedenskonferenz mitzuarbeiten und in einen ökumenischen Dialog im breitest möglichen Sinne einzutreten:

„Gottes Bund mit dem Menschen ist der klare Ausdruck der Tatsache, daß Gott, der heilige und allmächtige, von sich aus alles tut, um den sündigen Menschen zu retten, zu erlösen, und zwar den Einzelnen und die Menschheit als Ganzes. ...Gott ist am Leben gelegen. Von sich aus hat er alles getan, damit der Tod für uns nicht das Letzte sei. Sein Bund mit uns verpflichtet uns dazu, als zur Nachfolge seines Sohnes Jesu Christi Berufene in seinen Fußstapfen zu wandeln und auch wie er alles für das Leben und gegen den Tod einzusetzen. ... Wir leben im Atomzeitalter.... Um so größer ist unsere christliche Verantwortung. Die Bemühung um die Rettung des Lebens heißt heute die Teilnahme an der christlichen Friedensarbeit....Passivität der Christen kann in diesem Sinne indirekt eine Verkürzung der "Zeit der Gnade" bedeuten... Das Hauptthema unserer Versammlung "Mein Bund ist Leben und Frieden" fordert uns alle ohne Unterschied, die wir hier zu dieser Versammlung zusammengekommen sind, auf, zu den Fragen des Lebens und des Friedens nicht zu schweigen und von richtigen Worten...zu konkreten Taten zu kommen, die in den verschiedensten Teilen der Welt dazu beitragen sollten, Voraussetzungen für die friedliche Koexistenz zwischen Staaten verschiedener Gesellschaftsordnungen zu schaffen, die Möglichkeit eines Krieges als Mittel zur Lösung selbst schwerer Probleme auszuschalten und die Menschheit einer friedlichen Epoche entgegenzuführen, die die einzige Zukunft der Welt ist. ...“

Die Rechtfertigung der militärischen Niederschlagung des Prager Frühlings durch die Warschauer-Pakt-Staaten durch die CFK 1968 veranlasste ihn zum Rücktritt von seinem Posten als Generalsekretär.
1967 wurde Ondra an der Evangelisch-theologischen Fakultät Bratislava zum Dr.theol. promoviert. 1970 begann Ondra an der Prager Comenius-Fakultät Evangelische Theologie zu lehren und nahm zugleich ein Jurastudium an der Karls-Universität auf. Nach dem Abschluss dieses Studiums und einer Habilitation über Hegels Dialektik erhielt er 1978 eine Professur an der Comenius-Fakultät, wo er bis zu seiner Pensionierung im Jahr 1991 das Ökumenische Institut leitete.

## Schriften (Auswahl)
- Theologické a ekumenické předpoklady pro křesťanskou mírovou práci. Diss. Bratislava 1967.
- Základy dialektiky u Georga Wilhelma Friedricha Hegla. Habil. Prag 1978.
- Some biblical reflections on the changes in Europa. In: Ecumenical Revue 46 (1993), S. 146–150 (Online-Ressource).